# Kugel- und Rollenlagerwerk Leipzig
Kugel- und Rollenlagerwerk Leipzig (KRW) (en español: Fábrica de Rodamientos de Bolas y de Rodillos de Leipzig) es un fabricante internacional de rodamientos con sede en el distrito de Böhlitz-Ehrenberg de Leipzig, Alemania.

## Historia
La empresa comenzó en 1904 como Deutsche Kugellagerfabrik (DKF) ("Fábrica Alemana de Rodamientos de Bolas") en el distrito de Plagwitz de la ciudad alemana de Leipzig, dedicada a la fabricación de rodamientos de rodillos. En 1934 se convirtió en una sociedad limitada y se trasladó a su ubicación actual en Böhlitz-Ehrenberg. DKF se convirtió rápidamente en un importante fabricante de rodamientos de rodillos. En ese momento, los motores aeronáuticos diésel de la Lufthansa estaban equipados exclusivamente con rodamientos de rodillos DKF. En 1942 la empresa ya empleaba a 1500 personas.
Después del final de la Segunda Guerra Mundial, tras la ocupación por parte de las tropas soviéticas de la Alemania Oriental, la empresa continuó inicialmente como sociedad anónima soviética. De 1955 a 1990 tuvo estatuto de negocio de propiedad pública y adquirió fama mundial como VEB DKF Wälzlagerwerk Leipzig ("Fábrica de Rodamientos en Leipzig").
Con la unificación alemana en 1990, DKF se integró en la estructura de la compañía FAG-Konzern. Después de superar una bancarrota y una ejecución hipotecaria en 1993, la empresa se refundó como KRW, empleando a una media de 192 personas en 2016.